# Buurmeisje

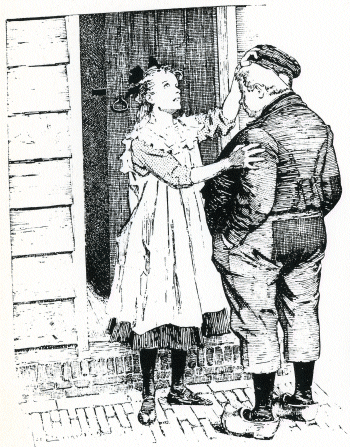
Dik Trom laat zich bekijken door zijn blinde buurmeisje (Braakensiek)

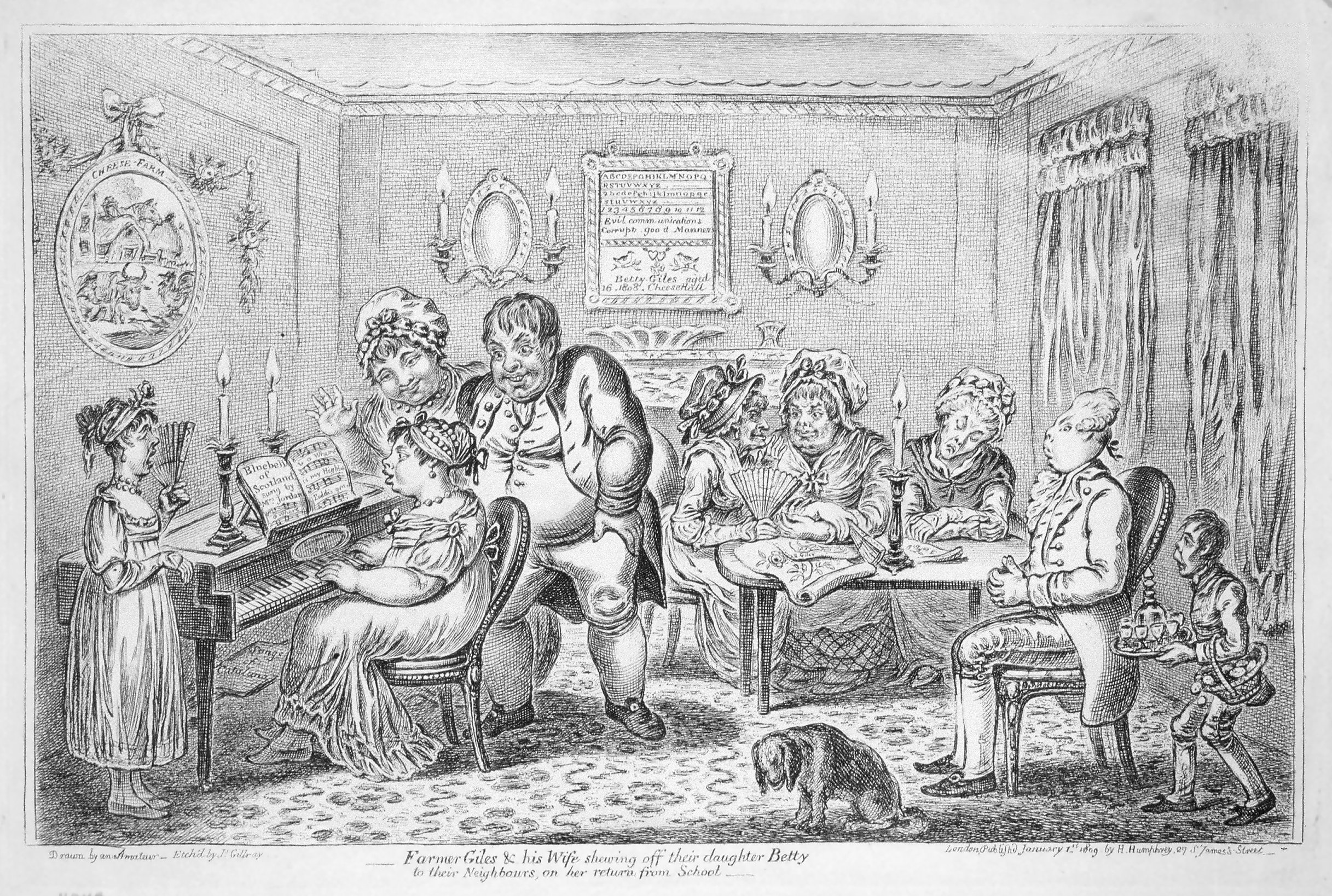
Boer Giles en zijn vrouw presenteren hun dochter Betty aan hun buren, als ze terugkomt van school

Buurmeisje is de benaming die door mensen gebruikt wordt om de dochter aan te duiden die behoort tot het gezin dat naast hen woont. Vaak wordt aan het buurmeisje gerefereerd als het meisje van de buren.

## Buurmeisjes in de Nederlandse literatuur
Het buurmeisje van Joost van den Vondel in de Warmoesstraat, Amsterdam, was Claertje van Tongerlo, voor wier huwelijk met de Keulenaar Haesbaert hij in 1605 zijn oudst bekende gedicht met als titel Schriftuerlyck Bruylofts Reffereijn schreef.
De schrijver Constantijn Huygens was levenslang bevriend met zijn buurmeisje van het Haagse Voorhout, Dorothea (Doris) van Dorp, hoewel zij hem eerder afgewezen had en hoewel hij in 1618 een weliswaar kort maar aardig gedichtje over haar schreef (Doris, 't proeffstuck van naturen - D'allerliefste van ons bueren).

## Buurmeisjes in ander "kunstzinnig werk"
Het buurmeisje is regelmatig onderwerp van kunstzinnig werk. Zo heet een album van Cary Fridley Neighbor Girl (Engels voor buurmeisje) en gaat het lied Living Next Door to Alice van de Engelse band Smokie over een buurmeisje met wie de zanger is opgegroeid en dat, tot zijn spijt, na 24 jaren is verhuisd.
In de tv-serie De Stratemakeropzeeshow zong Wieteke van Dort een lied getiteld Buurmeisje, geschreven door Willem Wilmink en Harry Bannink.
Het tijdschrift FHM houdt elk jaar een 'Buurmeisje-van-het-jaar'-verkiezing. In deze laatstgenoemde context wordt gedoeld op jonge vrouwen/meisjes die er knap uitzien, maar niet het "onrealistische" uiterlijk hebben van een professioneel fotomodel (zoals b.v. Claudia Schiffer of Cindy Crawford). Ze zouden "gewoon" genoeg zijn, om je buurmeisje te kunnen zijn.

## Bekende buurmeisjes films en televisieseries
In sommige films of televisieseries is een belangrijk kenmerk van een personage dat het een buurmeisje is. Die personages worden voornamelijk in Amerikaanse films en series volgens een bepaald clichébeeld neergezet, 'the girl next door'. Dit beeld is meestal dat van een gemiddeld Amerikaans meisje dat alle Amerikaanse waarden bezit. The 'girl next door' raakt vaak betrokken in een romantische verwikkeling met de hoofdrolspeler.
Voorbeelden hiervan zijn:
- Betty Cooper in Archie Comics
- Donna Pinciotti is Eric Formans buurmeisje in de That '70s Show
- Brenda Walsh (Shannen Doherty) in Beverly Hills, 90210
- Joey Potter (Katie Holmes) in Dawson's Creek
- Renée Zellweger in Jerry Maguire
- Lana Lang uit Superman
- Elisabeth Shue in The Karate Kid
- Kagome Higurashi uit InuYasha
- Hinata Hyuuga uit Naruto
- Kelly Kapowski uit Saved by the Bell
- Gabriella Montez uit High School Musical
- Danielle (Elisha Cuthbert) uit The Girl Next Door